# Karlo Mrkša
Karlo Mrkša (Karlovac, 5. kolovoza 1990.) kazališni i filmski glumac, član ansambla HNK u Varaždinu.

## Filmografija

### Televizijske uloge
- "Crno-bijeli svijet" kao Andy (2015. – 2019.)
- "Granice zločina" kao Josip (2015.)
- "Počivali u miru" kao Damir Križman (2015.)
- "Zora dubrovačka" kao Goran (2013.)
- "Larin izbor" kao Jure Šoštarić (2011.)

### Filmske uloge
- "Za ona dobra stara vremena" kao Borna (2018.)
- "Točka zarez" kao pacijent (2017.)
- "Upornost" kao ovisnik (2017.)
- "Ljubav ili smrt" kao vrtlar (2014.)
- "Tjelesne tekućine" kao mladić na ulici (2011.)
- "Vikend" kao prijatelj #2 (2011.)

### Sinkronizacija
- "Sonic: Super jež 2" kao zaštitar (2022.)
- "Space Jam: Nova legenda" kao brzi Gonzales, administrator Warnera Brosa, ratni dječak, policajac i najavljivač u Space Jamu (2021.)
- "Raya i posljednji zmaj" kao Chai (2021.)
- "Stopalići" kao jeti Migo (2018.)
- "Zak Storm" kao Golden Bones (2018.)

## Vanjske poveznice
- Karlo Mrkša u internetskoj bazi filmova IMDb-u (engl.)